# Ампурдан
Ампурдан (від офіційної назви каталонською: Empordà) — каталонський природний та історичний  регіон, що розташовано у північно-східній частині Іспанії, між гірськими хребтами Альбера та Гаваррес
Після поділу території країни на округи у 1936 році, який враховував економічні та ринкові критерії,  територія Ампурдан було поділено на два адміністративні  комарки: Альт-Ампурда та Баш-Ампурда, а також дюжину муніципалітетів, що знаходяться у графствах Жирунес і Пла-де-л'Астані.
Місто Фігерас, головний міський центр та економічний і комерційний центр Ампурда, було визначено столицею Альт Ампурда, а центр промислового виробництва кераміки та винної корки Ла-Бісбаль-д'Ампурда став столицею Баш-Ампурда. Муніципалітети. Сан-Феліу-де-Гішольс і Валь-д'Аро були приєднані до  Баш-Ампурда через  сильні історичні зв'язки та економічну порідненість (коркова промисловість).
Мешканці Ампурда загалом називають себе ампурданцями, здебільшого ігноруючи адміністративні кордони. 
Ампурда була колискою для багатьох живописних шкіл, серед яких виділявся сюрреалізм, зокрема такі художники, як Сальвадор Далі, Анхель Планельс, Жоан Массане та Еваріст Валлес.

## Етимологія
Назва регіону походить від Empúries давньогрецькою мовою, що означає «ринки».
Ампурда отримала свою назву через послідовні фонетичні похідні від стародавнього графства Ампурдіс, спочатку зі столицею в нинішньому Сант-Марті д'Ампурієс, а пізніше в Кастельо д'Ампурієс, місті, яке було справжньою середньовічною столицею Ампурда протягом століть, під час найбільшого політичного розквіту цього графства. Графство одне з останніх приєдналось до Арагонської корони, впливало на перенаправлення течії річки Тер та будівництво барвистого замку Монгрі каталонськими королями на вершині однойменного масиву.

## Історія
Територія Ампурда  була заселена ще з доісторичних часів. В печерах Каталонського прибережного хребта, а саме на масиві Монтгрі знайдені докази присутності людини нижнього та середнього палеоліту. Найвідоміші з них знайдені у Торроеллі та Уллі. Важливі мегалітичні комплекси були знайдені в масиві Гаваррес та масиві  Кадіретес. Численні дольмени розташовані в центральній частині хребта Гаваррес.
Греки в регіоні мали поселення в Розас у 8 столітті до нашої ери та в Емпоріоні на початку 6 століття до нашої ери. 
Іберійці побудували одне зі своїх головних міст в Улястрет в 6 столітті до нашої ери.  Але з приходом римлян почався процес  трансформації, який змінив систему зайнятості та економічне використовування ресурсів території, що призвело до залишення іберійцями Улястрет у 2 столітті до нашої ери. Після цього Територія Ампурда була в складі Римської Імперії.  У 3-му та 5-му століттях нашої ери територія мала вторгнення варварів, що призвело до значного збідніння регіону та зменшення кількості міських центрів. 
Попри те, що в регіоні залишилося багато слідів романізації, на його розвиток почали впливати вестготи та араби. Близькість до Франкського королівства призвела до швидкого створення незалежних графств під командуванням феодалів. Мусульманське вторгнення в регіон тривало не більше шістдесяти років (714-785 рр. ). 
Адміністративний поділ імперії Каролінгів поділяв завойовану територію Каталонії на графства. У той час територія сучасного Ампурда належала  графам Ампурієс, феодалам єпископа Жирони, баронів гілок Кардони. В той час Ампурда стає морською територією. Перші  верфі було зроблено в 10 столітті. 

## Гастрономія
Кухню Ампурда називають кухнею моря і гір,  а іноді і «гастрономічним заповідником» Каталонії. 
Гастрономія Ампурда сформувалась  морською природою, що доповнюється посушливими районами,  гірськими лісами та водно-болотними угіддями річок Муга, Флувіа та Тер. Основними елементами гастрономії є риба, свинина,  птиця та овочі.  Розвиток туризму створив великий ресторанний сектор, який мав кілька ресторанів високого класу, наприклад, El Bulli в Розас.